# اللادينية في جمهورية أيرلندا

نسبة المشاركين الذين قالوا إنه لا دين لهم في التعداد السكاني في إيرلندا لعام 2011.

اللادينية في جمهورية إيرلندا هم أشخاص إيرلنديون ملحدون أو لا أدريين أو غير منتسبين لأي دين.
سجل تعداد 2022 أن 14٪ من السكان غير متدينين. وهو ثاني أكبر فئة بعد الكاثوليكية الرومانية.  بينما كانت إيرلندا كاثوليكية تقليدية طوال معظم تاريخها الحديث زاد اللادينيين في إيرلندا سبعة أضعاف بين تعداد عام 1991 وتعداد عام 2016،  وزاد بشكل أكبر اعتبارًا من تعداد عام 2022.
كما انخفض حضور الكنيسة بسرعة في أيرلندا. وجدت دراسة أجرتها قاعدة بيانات عدم المساواة العالمية (WID) لاستطلاعات المواقف السياسية والاجتماعية الأيرلندية أن نسبة البالغين الأيرلنديين الذين يحضرون الكنيسة بانتظام (شهريًا أو أكثر) انخفض من 80٪ في التسعينيات إلى 28٪ في عام 2020. هناك 50٪ أخرى من الأشخاص لم يحضروا الكنيسة مطلقًا في عام 2020.
في عام 2012 احتلت إيرلندا المرتبة الأولى في قائمة أكثر 10 دول مُلحدة في دراسة استقصائية استجوبت 50000 شخص من 57 دولة.  
اعتبارًا من عام 2018 احتلت إيرلندا المرتبة 115 من قبل الاتحاد الإنساني والأخلاقي الدولي في قائمة أفضل البلدان للعيش فيها كملحد. 

## التاريخ
منذ اعتماده في عام 1937 يضمن دستور أيرلندا الحق في حرية الدين وحرية الوجدان. تضمن المادة 44 أن الدولة لن تمنح أو تحابي أي دين وأنها لن تميز على أساس المهنة أو العقيدة أو المركز الديني. 
تم ذكر الحقوق المذكورة أعلاه أيضًا في المادة 8 من دستور الدولة الأيرلندية الحرة التي تم تبنيها في عام 1922. تم استبدال الدستور لاحقًا بالدستور الحالي في عام 1937 بعد استفتاء.

## إحصائيات
وفقًا لعمل أندرو جريلي في عام 2003 فإن 5٪ من أولئك في إيرلندا لا يؤمنون بالله بينما وافق 2٪ فقط على التعريف الذاتي لـ "الملحد". وفقًا لعالمة الاجتماع البريطانية جريس ديفي ، اعتبارًا من عام 1999 ، فإن 4٪ من الأيرلنديين لم يؤمنوا بالله. 
في استطلاع أجرته مؤسسة غالوب 2007-2008 ، أجاب 42٪ من أيرلندا بالنفي على السؤال "هل يحتل الدين مكانة مهمة في حياتك؟" وفي معرض غالوب 2011 ، أجاب 53٪ من أيرلندا بالنفي.[بحاجة لمصدر]
وجد استطلاع أجراه مؤتمر الأساقفة عام 2010 أن 10.1٪ من الروم الكاثوليك الإيرلنديين لا يؤمنون بالله. 
وفقًا لاستطلاع WIN-Gallup International لعام 2012 ، كان لدى أيرلندا ثاني أعلى انخفاض في التدين من 69٪ في عام 2005 إلى 47٪ في عام 2012 ، بينما زاد أولئك الذين يعتبرون أنفسهم ليسوا أشخاصًا متدينين من 25٪ في عام 2005 إلى 44٪ في عام 2012. أظهر الاستطلاع أيضًا أن 10٪ من الإيرلنديين يعتبرون أنفسهم مُلحِدون عن قناعة وهي زيادة كبيرة عن عام 2005.  يُعتقد أن هذا الرقم أكثر بسبب وصف المواطنين أنفسهم بأنهم " كاثوليك ثقافيون ".
وفقًا لتعداد عام 2016، كان ما يقرب من 10.1٪ من الناس في أيرلندا إما ملحدًا أو ملحدًا أو ليس لديهم دين  بزيادة قدرها 6٪ تقريبًا اعتبارًا من تعداد 2011 .  كان التوزيع العمري لمن لا دين لهم أدنى مستوى مبدئيًا قدره 4.5٪ لمن هم بعمر 12 عامًا والذي ارتفع إلى ذروته عند 18.5٪ لمن هم في سن 26 عامًا قبل أن ينخفض للأعمار الأعلى وصولًا إلى أدنى مستوى نهائي عند 1.1٪ لمن هم فوق 85 عامًا. 
تم تمثيل أولئك الذين ليس لديهم دين بشكل غير متناسب في الفئة العمرية 20-39. على الرغم من احتوائهم على 28٪ فقط من عامة السكان ، فإن ما يصل إلى 45٪ ممن لا دين لهم يقعون في الفئة العمرية 20-39.   أولئك الذين لا دين لهم يشكلون 17.2٪ من الذين تتراوح أعمارهم بين 20 و 24 سنة. 17.6٪ ممن تتراوح أعمارهم بين 25 و 29 سنة ؛ 15.6٪ ممن تتراوح أعمارهم بين 30 و 34 سنة ؛ و 13.7٪ ممن تتراوح أعمارهم بين 35 و 39 سنة. 
ارتفع عدد الطلاب غير المتدينين في جميع مستويات التعليم (أي المستوى الابتدائي والثانوي والثالث) بين تعدادي 2011 و 2016. كان طلاب المستوى الثالث الأكثر تدينًا بنسبة 21.9٪ (ارتفاعًا من 13.8٪) يليه طلاب المستوى الثاني بنسبة 7.9٪ (ارتفاعًا من 4.2٪) وطلاب المدارس الابتدائية بنسبة 5.6٪ (ارتفاعًا من 2.9٪). 
وجد استطلاع أجراه مركز بيو للأبحاث عام 2017 أن 15٪ من السكان البالغين الأيرلنديين يقولون إنهم ملحدون أو لا دينيون أو لا أدريون. 
 
وجد تقرير WID لعام 2021 استنادًا إلى استطلاعات الرأي العام التي أجراها Eurobarometer والمسح الاجتماعي الأوروبي (ESS) بين عامي 1973 و 2016 أن هنالك ازدياد في نسبة اللادينيَّة في إيرلندا.
تضمن التقرير أيضًا بيانات لعام 2020 استنادًا إلى استطلاع رأي أجرته كلية دبلن الجامعية بالتعاون مع جمعية إيرلندا تفكر وذلك في يوم الانتخابات العامة الأيرلندية لعام 2020 والتي وجدت أن 27٪ من الذين شملهم الاستطلاع ليس لديهم دين 
وجدت دراسة استقصائية أجرتها مركز أماراش في عام 2023 أن 52٪ من الرجال و 58٪ من النساء قالوا إنهم يؤمنون بالله. 
أشارت نتائج التعداد السكاني لعام 2022 ، التي صدرت في منتصف عام 2023 ، إلى انخفاض في نسبة السكان الذين تم تحديدهم على أنهم من الروم الكاثوليك (من 79٪ في عام 2016 إلى 69٪ في عام 2022) وزيادة في فئة "لا دين" (من 451،941 إلى 736،210 شخصًا). 

## المنظمات
تمثل الجمعية الإنسانية في أيرلندا (HAI) والمفكرون الأحرار الأيرلنديون والإنسانيون غير المتدينين في أيرلندا، وكذلك على وجه التحديد أولئك الذين يعتبرون إنسانيين .
تلقت الجمعية الإنسانية القدرة على إجراء زيجات قانونية في عام 2012.
وفي عام 2021 أجرت منظمة الجمعية الإنسانية 8.5٪ من الزيجات في أيرلندا.
جمعية أيرلندا الملحدة هي مجموعة تمثل الملحدين في أيرلندا. وقد دعت إلى إلغاء قوانين التجديف والمدارس غير الطائفية ووضع حد للتمييز ضد الملحدين والجمعيات الخيرية العلمانية. 